# 安庫德

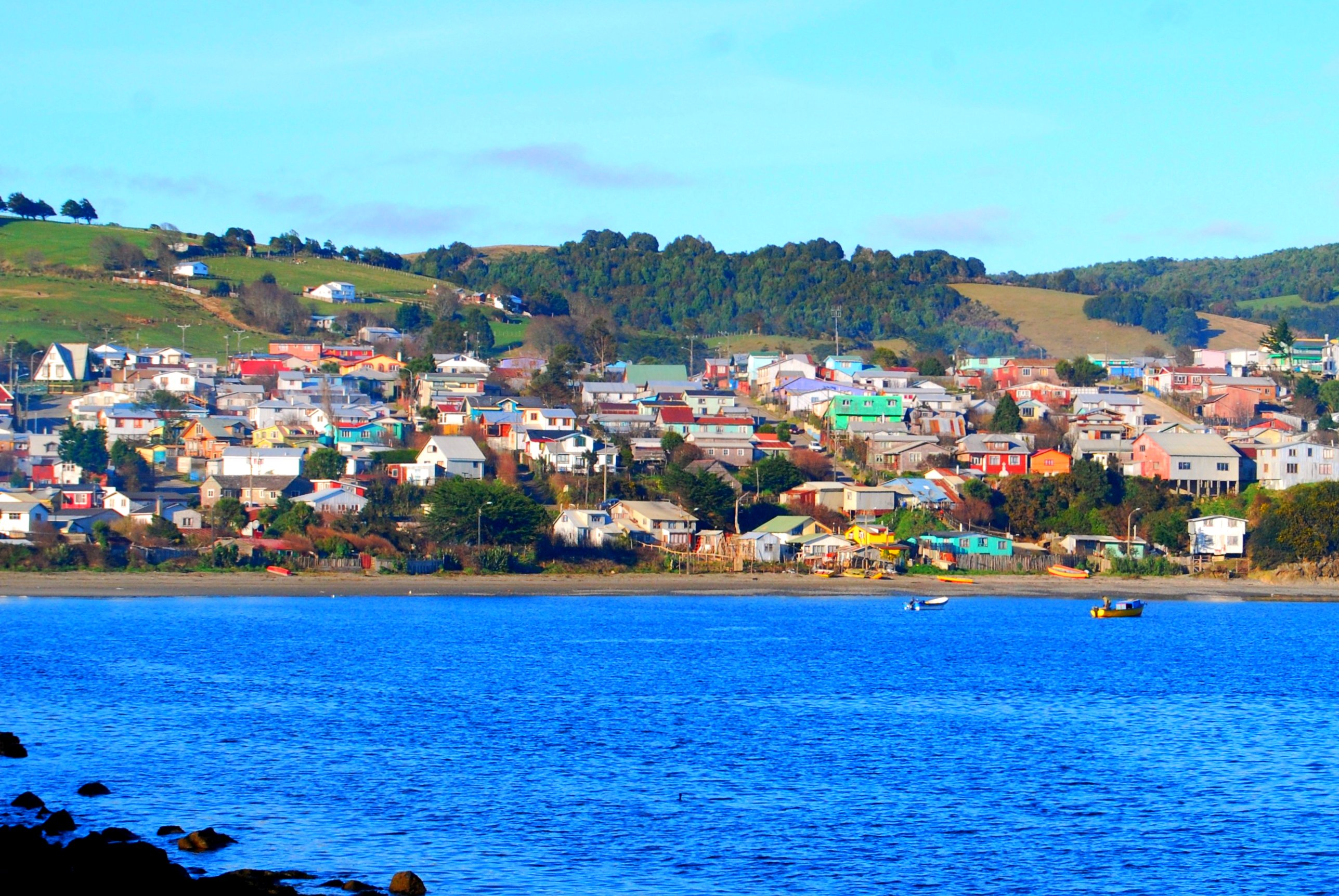

安庫德是智利的城鎮，位於該國中南部，由湖大區的奇洛埃省負責管轄，始建於1768年8月20日，面積1,252平方公里，處於海拔水平面，2002年人口39,946，人口密度每平方公里31.9人。

## 外部連結
- （西班牙文） Municipality of Ancud （页面存档备份，存于）
- Satellite view of the Chiloé archipielago (Google maps) （页面存档备份，存于）
- Satellite view of Ancud (Google maps) （页面存档备份，存于）